# BookTok
Booktok es una subcomunidad de la aplicación de TikTok enfocada en libros y literatura. Dicha aplicación ha sido descargada más de 3 mil millones de veces y cuenta con unos mil millones de usuarios activos al mes. La particularidad por la que TikTok destaca es la duración de sus vídeos, que los creadores de contenido pueden editar con música y efectos en la propia plataforma, ya que no suelen superar los 60 segundos. Además, cuenta con una potente tecnología de algoritmos. Por lo tanto, la ventaja que tiene esta red social sobre otras es la capacidad de viralizar su contenido, el cual se basa principalmente en retos y bailes populares.
En lo que a BookTok se refiere, el contenido de los vídeos es más específico, ya que se enfoca en hacer reseñas, reaccionar, debatir y hacer parodias sobre los libros que leen. Aunque el rango de géneros es amplio, los usuarios tienden a enfocarse más en ficción, fantasía juvenil y romance. También tiene un gran peso la literatura LGBT y los libros escritos por personas de color. Recientemente se ha observado la capacidad de impacto que tiene BookTok en la industria de la publicación y en las ventas de libros. Los creadores de contenido de esta comunidad concreta son conocidos como BookTokers. A su vez, a todos los usuarios de TikTok, sin importar la comunidad a la que pertenezcan, se les llama TikTokers.
El aumento exponencial de seguidores se consigue con relativa rapidez, una dimensión impensada para blogs o YouTube. Por lo que no solo se trata de la cantidad de seguidores, sino de la velocidad con la que se consiguen. En un mismo orden de ideas, el tiempo estimado en el que se tarda en grabar y publicar un vídeo perteneciente a la comunidad de Booktok oscila entre 30 minutos y 3 horas, gracias a plantillas fáciles de usar y efectos visuales únicos. Del mismo modo, la aplicación ha revolucionado las librerías, reinventando los procesos tradicionales, así como la percepción de los lectores de dichas instituciones a través de nuevas posibilidades de marketing y visibilización de los productos.

## Origen
BookTok es una comunidad formada en 2020 tras la publicación de varios vídeos virales como los de la usuaria Selene Velez (@moongirlreads) en TikTok. Selene publicó una lista de "libros que te harán llorar" que obtuvo más de seis millones de visualizaciones. Tan solo un día después, La canción de Aquiles, uno de los libros que mencionó en su vídeo, entró en la lista de best sellers. BookTokers como Selene inspiraron a otros usuarios a generar contenido para ganar seguidores, incluyendo cuentas dirigidas por editoriales. En el marco contextual de la pandemia de COVID-19 la tendencia de publicaciones breves se fue consolidando, por lo que el número de vídeos de corta curación fue incrementando. Solo durante la pandemia se descargó la aplicación más de 315 millones de veces, batiendo el récord de descargas en un trimestre. Ese mismo verano, la comunidad creció exponencialmente debido a la cantidad de vídeos de BookTok que se hicieron virales. De hecho, muchos de los BookTokers cuentan ya con miles de seguidores. Para 2021, muchos editores empezaron a contactar con usuarios conocidos de BookTok para realizar colaboraciones con el objetivo de promocionar diferentes títulos.
Aunque por lo general, el contenido de los vídeos publicados de BookTok se enfoca en reseñas de libros, recomendaciones y unboxings (en otras palabras, grabarse mientras se abre un paquete que se ha comprado previamente) de libros o accesorios de lectura, otros usuarios se concentran en géneros más específicos, como los autores LGBT o BIPOC o en retos que involucran la participación de otros usuarios. Un ejemplo de reto famoso ocurrió en diciembre de 2021. Melissa Blair (@melissas.bookshelf), una usuaria anishinaabeg de BookTok, envió de forma anónima docenas de paquetes a otros usuarios. Éste contenía un libro, A Broken Blade, que había autopublicado recientemente, junto con un mensaje codificado que tenía la finalidad de generar intriga. Dicho mensaje incitaba a los usuarios a adivinar quién había escrito ese libro dentro de la propia comunidad. Un grupo de BookTokers llamado The Scooby Gang (@amivireads, @booksandbants, @caitsbooks, @ermreading, @frances.books, @sapphichobbit, @grapiedeltaco, @shanae0599, y @toriandbooks) descifró el mensaje ese mismo mes. Se reveló la identidad de Melissa a través de un vídeo publicado por @sapphichobbit, dicho libro vendió unas 4000 copias gracias a esta metodología, pues el hashtag #ABrokenBlade llegó a tener más de 2,5 millones de visualizaciones, lo que permitió a la autora recuperar la inversión de la autopublicación del mismo libro en 5 días.
Otros autores que publicaron contenido bajo el hashtag #BookTok, han notado un incremento de ventas en sus libros, además de la ventaja añadida de permanecer en contacto con compradores potenciales a través del mismo hashtag, entre otros más específicos. Algunos de ellos son #books, #bookclub, #bookworm, #bookish, #bookrecommendations, #bookrecs y #booklover, con millones de visualizaciones cada uno de ellos.

## Contexto social
La lectura es una práctica sociocultural que se transforma con el tiempo. Actualmente se desarrolla en un conjunto de medios conectados en el que las redes sociales ejercen una gran influencia, especialmente sobre los jóvenes, y moldean nuevas formas de acercarse a ella. Por consiguiente, el sujeto lector también ha evolucionado, no solo por las nuevas tecnologías, sino por nuevos actores como mediadores o recomendadores. Su rol ya no se limita a ser meros espectadores del material que se les ofrece, sino que también se convierten en creadores y medios de expansión del contenido, ya que ahora pueden comentarlo y criticarlo. Las redes sociales han transformado la jerarquía vertical de crítico-lector a un proceso horizontal, en el que la literatura está al alcance de todos. De igual manera, el rol de bibliotecario se ha visto modificado debido a los cambios y necesidades que la era digital ha traído consigo. Debido también a las redes sociales, puede adelantarse a la demanda y realizar un estudio sobre qué géneros se consumen. Asimismo, el peso se acentúa en el proceso de creación más que en el producto en sí, pues este permite una inmersión del lector en la obra, lo que reconstruye el concepto de literatura.

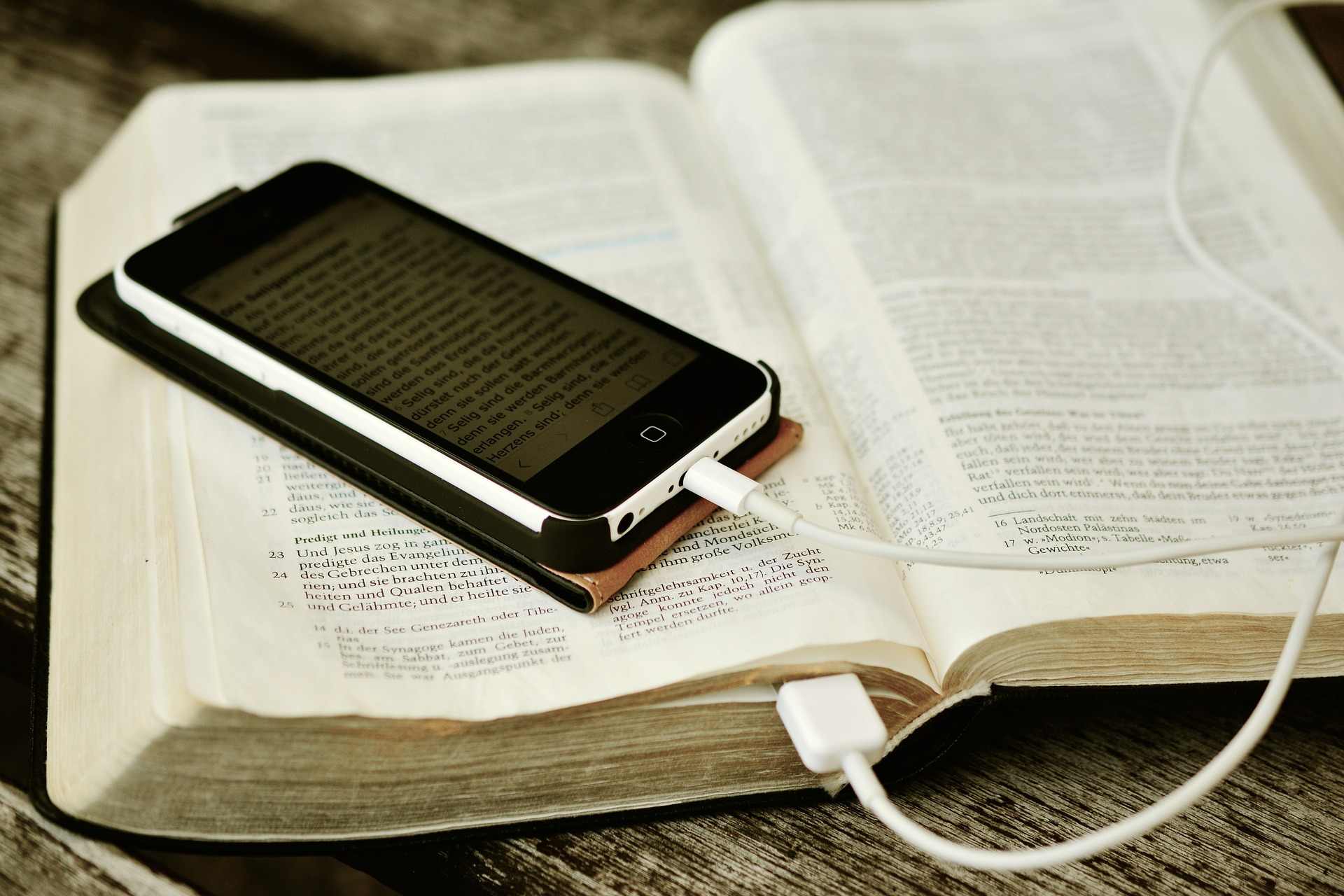
Descripción gráfica de literatura electrónica

Los BookTokers han profundizado en muchas cuestiones sobre la lectura a través de sus interpretaciones, de priorizar el entretenimiento, de la socialización con otros lectores, de la conciencia de posibles vínculos con el mercado editorial, la profesionalización de sus experiencias y por atraer a verdaderas masas de usuarios, todo gracias al formato lúdico y humorístico de sus vídeos. No obstante, este movimiento también puede llegar a ser un riesgo para los autores, ya que les da un gran impulso también a reseñas negativas, que suelen generar más polémica incluso que las positivas.   
Existen diversas razones por las que los usuarios eligen la plataforma de TikTok: la expectativa de desempeño y del esfuerzo, la influencia social, las condiciones facilitadoras, la motivación hedónica, el hábito, el precio y la capacidad de generar comunidad. Los usuarios de Booktok son, en mayor parte, adolescentes y mujeres jóvenes. Estas usuarias permanecen atentas a las novedades que se publican y su influencia es tal que pueden llegar a exigir a las editoriales que traduzcan un libro en concreto.

## Impacto en las ventas y la publicación
La industria del libro se ha expandido en función del uso de las redes sociales. A partir de la pandemia, se ha considerado TikTok como el nuevo repositorio de potenciales best sellers, además de mediadores ideales para llegar al público juvenil. A su vez, también permite un acercamiento a los hábitos lectores de la juventud. Los vídeos de recomendaciones de libros de dicha red social han llevado a un incremento significante en las ventas de los mismos. Varios libros han llegado a aparecer en la lista de best sellers en el New York Times gracias a ello. Otro fenómeno a destacar es la viralización de libros publicados hace años. Es el caso de la obra Romper el círculo de Colleen Hoover, ya que, a pesar de haber sido publicado en 2016, se consideró el libro del verano en 2020. Se trata de uno de los mayores ejemplos del impacto que ejerce la aplicación de TikTok sobre las ventas de libros. Algunos editores también están comprando los derechos de publicación de libros por autores autopublicados que se han popularizado en la aplicación. Es lo que ocurrió con Ice Planet Barbarians, que fue autopublicado en 2015 y, posteriormente, fue publicado en físico en 2021 por Berkley debido a la popularidad que ganó en la plataforma. Otros han ganado fama incluso antes de su lanzamiento.

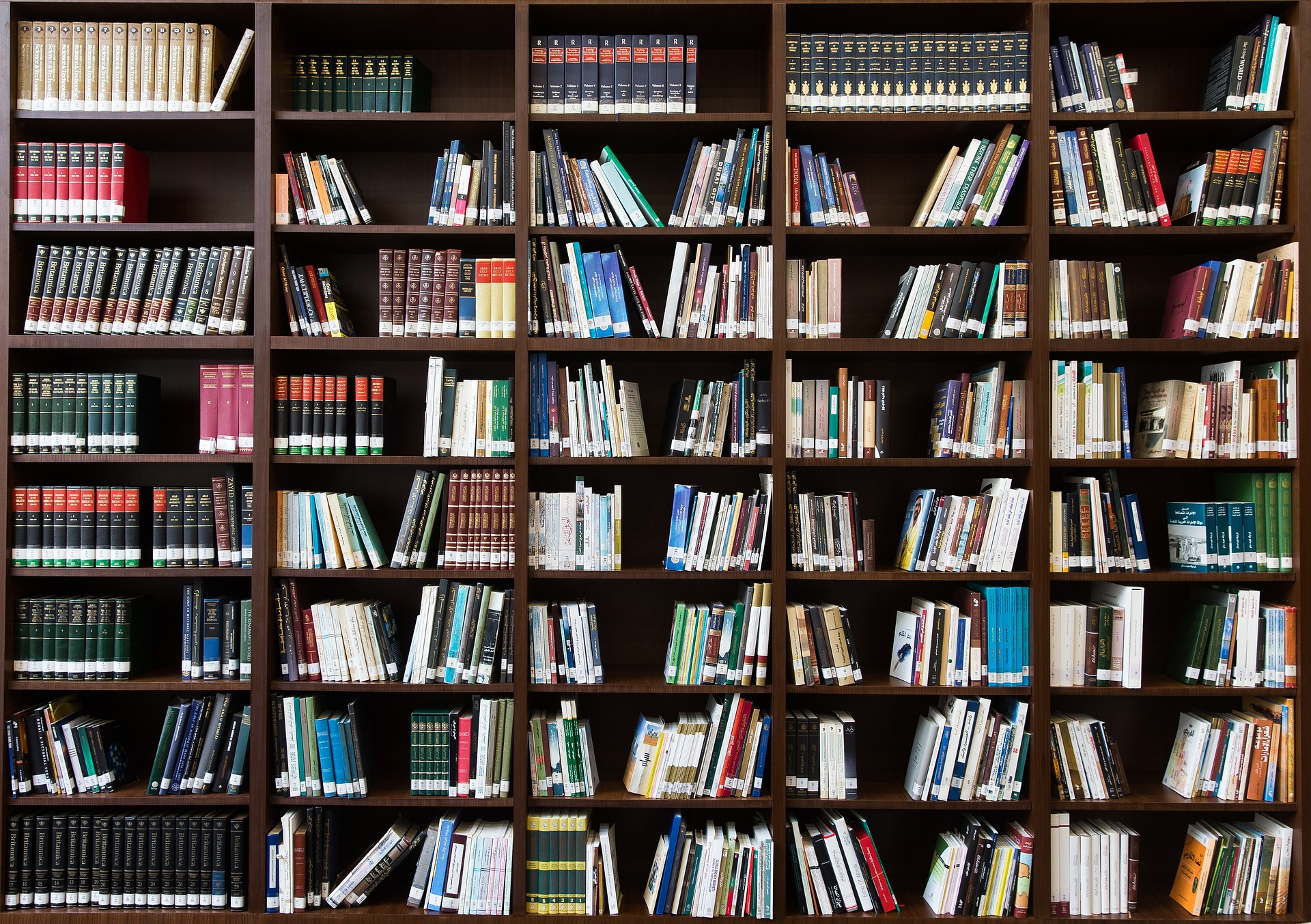
Biblioteca

Tanto autores como editores empezaron a percatarse del incremento de las ventas por la actividad en la comunidad de BookTok. Por ello, muchos autores se crearon cuentas en TikTok con el objetivo de promover sus publicaciones, mientras que los editores también crearon cuentas de empresa a fin de dar a conocer sus títulos a través de los BookTokers. En la misma línea, las barreras entre los que escriben y quienes leen son cada vez más difusas gracias a las nuevas tecnologías y, sobre todo, por las nuevas formas de comunicación que han nacido en la era digital. La literatura electrónica, junto con los géneros que han surgido de la misma, han replanteado esas “fronteras”, pues es más un “desbordamiento” lo que permite la proliferación de la literatura a través de los medios digitales.
Librerías como Barnes and Noble, al percatarse del potencial de BookTok para reconducir las ventas, han incorporado en sus tiendas pantallas que muestran la aplicación con diferentes vídeos de libros virales. También tienen una sección en su página web oficial dedicada a ellos, como es también el caso de Books-A-Milion. La aplicación también se considera un método orgánico de marketing, pues los usuarios tratan de encajar en la comunidad leyendo los libros de moda. Ahora no existe la necesidad de escuchar el criterio de los editores y los críticos, en su lugar ahora los lectores confían en las recomendaciones de sus iguales.

En lo sucesivo, también se está tratando de implementar un uso más didáctico de TikTok en las aulas para promocionar la lectura, ya que el formato de las redes sociales suscita un interés innato en los jóvenes. Creen fundamental experimentar con ello e introducirlo en el ámbito académico como una aplicación apropiada para trabajar la lengua y la literatura, a través de contenido fiable y de calidad. 

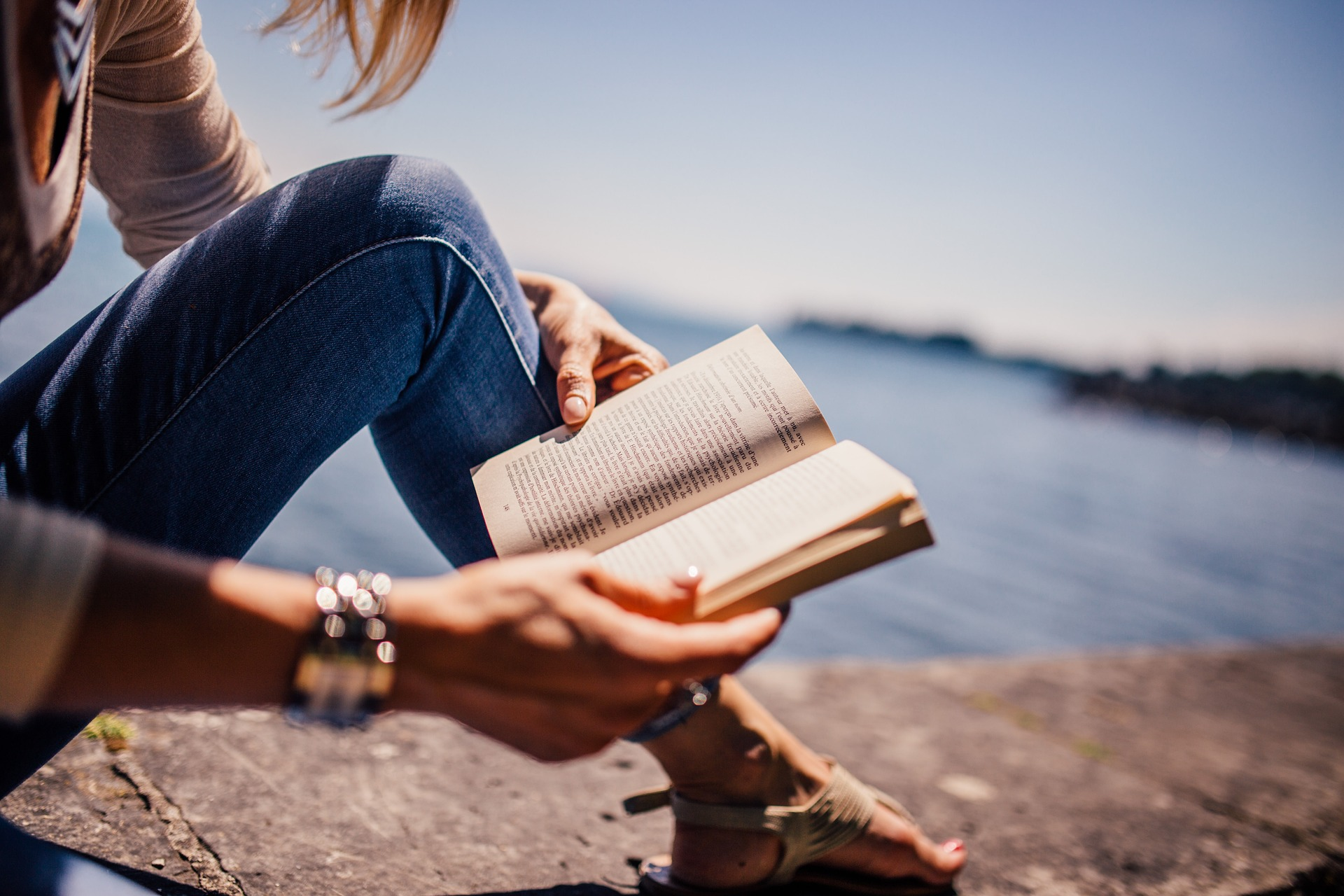
Lector

| Título en castellano             | Título en inglés                  | Autor/a                | Año de publicación | Año aproximado en que se viralizó |
| -------------------------------- | --------------------------------- | ---------------------- | ------------------ | --------------------------------- |
| La canción de Aquiles            | The Song of Achilles              | Madeline Miller        | 2011               | 2020                              |
| Seis de Cuervos                  | Six of Crows                      | Leigh Bardugo          | 2015               | 2021                              |
| Al final mueren los dos          | They Both Die at the End          | Adam Silvera           | 2017               | 2020                              |
| Placeres violentos               | These Violent Delights            | Chloe Gong             | 2020               | 2020                              |
| La vida invisible de Addie LaRue | The Invisible Life of Addie LaRue | V. E. Schwab           | 2020               | 2020                              |
| Romper el círculo                | It Ends with Us                   | Colleen Hoover         | 2016               | 2021                              |
| -                                | Ugly Love                         | Colleen Hoover         | 2014               | 2021                              |
| Éramos mentirosos                | We were liars                     | E. Lockhart            | 2014               | 2020                              |
| Una corte de rosas y espinas     | A court of thorns and roses       | Sarah J. Maas          | 2015               | 2021                              |
| -                                | Ice Planet Barbarians             | Ruby Dixon             | 2015               | 2021                              |
| Los siete maridos de Evelyn Hugo | The Seven Husbands of Evelyn Hugo | Taylor Jenkins Reid    | 2017               | 2021                              |
| Mi año de descanso y relajación  | My Year of Rest and Relaxation    | Ottessa Moshfegh       | 2018               | 2021                              |
| La hipótesis del amor            | The Love Hypothesis               | Ali Hazelwood          | 2022               | 2022                              |
| Una luna sin miel                | The Unhoneymooners                | Christina Lauren       | 2022               | 2022                              |
| Cariño, cuánto te odio           | The Hating Game                   | Sally Thorne           | 2016               | 2021                              |
| Un cuento perfecto               | A Perfect Short Story             | Elisabeth Benavent     | 2020               | 2020                              |
| Rojo, blanco y sangre azul       | Red, White and Royal Blue         | Casey Mcquiston        | 2019               | 2020                              |
| De sangre y cenizas              | From Blood and Ash                | Jennifer L. Armentrout | 2021               | 2021                              |
| Farsa de amor a la española      | The Spanish Love Deception        | Elena Armas            | 2022               | 2022                              |